# 160
160 (CLX na numeração romana) foi um ano bissexto do século II do Calendário Juliano, da Era de Cristo, as suas letras dominicais foram G e F (52 semanas), teve início numa segunda-feira e fim numa terça-feira.
| Ano completo                            |
| --------------------------------------- |
| Ano bissexto com início à segunda-feira |